# Rapovce
Rapovce (Rapp in ungherese) è un comune della Slovacchia facente parte del distretto di Lučenec, nella regione di Banská Bystrica.